# Polycarpaea basaltica
Polycarpaea basaltica är en nejlikväxtart som beskrevs av M. Thulin. Polycarpaea basaltica ingår i släktet Polycarpaea och familjen nejlikväxter. Inga underarter finns listade i Catalogue of Life.